# İsmail Demirci
İsmail Demirci (Ankara, 13 novembre 1984) è un attore turco.

## Biografia
İsmail Demirci è nato il 13 novembre 1984 ad Ankara (Turchia), da una famiglia di immigrati dalla Bulgaria. Nel 2009 si è laureato presso il dipartimento teatrale del conservatorio statale dell'Università di Anadolu.
Nel 2010 ha iniziato la sua carriera di recitazione con il ruolo dell'assistente del dottor Mehmet nella serie Türkan. Ad essa sono seguite diverse serie come nel 2011 in Mor Menekseler con il ruolo di Harun, nel 2012 e nel 2013 in Kurtlar Vadisi: Pusu con il ruolo di Erkan Ozturk, nel 2013 e nel 2014 in Ben Onu Çok Sevdim con il ruolo di Talat Asal, nel 2014 in Reaksiyon con il ruolo di Tekin, nel 2015 in Serçe Sarayı con il ruolo di Ramazan e in Fabrika Kızı con il ruolo di Ferhat, nel 2016 e nel 2017 ne Il secolo magnifico: Kösem (Muhteşem Yüzyıl: Kösem) con il ruolo di Kemankeş Kara Mustafa Pascià, nel 2018 in Babamın Günahları con il ruolo di Reha, in Mehmed: Bir Cihan Fatihi con il ruolo di Şehzade Orhan, in Çarpışma con il ruolo di Galip Tunç e in Güldür Güldür Show, dal 2019 al 2021 in Kuzey Yildizi con il ruolo di Kuzey Mollaoglu, nel 2021 in Yalancilar Ve Mumlari con il ruolo di Engin Sezer, nel 2022 in Bonkis con il ruolo di Seref, nel 2022 e nel 2023 in İyilik con il ruolo di Murat, nel 2023 in Yasak Elma con il ruolo di Nazim, nel 2023 e nel 2024 in Ben Bu Cihana Sığmazam con il ruolo di Cengiz Onbeşli. Ha anche recitato in alcuni lungometraggi come nel 2014 in Tut Sözünü, nel 2016 in Babaların Babası con il ruolo di Berk Çetin e nel 2017 in The Letter Box (Posta Kutusu). Nel 2013 ha doppiato la voce del narratore nella serie animata İrfan, e in seguito ha recitato nel cortometraggio Sessiz Gece.

## Vita privata
İsmail Demirci dal 2017 è sposato con l'attrice Hande Soral, dalla quale ha avuto un figlio che si chiama Ali, nato nel 2022.

## Filmografia

### Attore

#### Cinema
- Tut Sözünü, regia di Oğuz Çelik (2014)
- Babaların Babası, regia di Rasit Çelikezer (2016)
- The Letter Box (Posta Kutusu), regia di Baris Kirimselioglu (2017)

#### Televisione
- Türkan – serie TV, 2 episodi (2010)
- Mor Menekseler – serie TV (2011)
- Kurtlar Vadisi Pusu – serie TV, 42 episodi (2012-2013)
- Ben Onu Çok Sevdim – serie TV, 15 episodi (2013-2014)
- Reaksiyon – serie TV, 13 episodi (2014)
- Serçe Sarayı – serie TV (2015)
- Fabrika Kızı – serie TV (2015)
- Il secolo magnifico: Kösem (Muhteşem Yüzyıl: Kösem) – serie TV, 30 episodi (2016-2017)
- Babamın Günahları – serie TV, 4 episodi (2018)
- Mehmed: Bir Cihan Fatihi – serie TV, 6 episodi (2018)
- Çarpışma – serie TV, 6 episodi (2018)
- Güldür Güldür Show – serie TV, 1 episodio (2018)
- Kuzey Yildizi – serie TV, 64 episodi (2019-2021)
- Yalancilar Ve Mumlari – serie TV, 5 episodi (2021)
- Bonkis – serie TV, 1 episodio (2022)
- İyilik – serie TV, 27 episodi (2022-2023)
- Yasak Elma – serie TV, 1 episodio (2023)
- Ben Bu Cihana Sığmazam – serie TV (2023-2024)

#### Cortometraggi
- Sessiz Gece

### Doppiatore

#### Televisione
- İrfan – serie animata (2013)

## Riconoscimenti
- International Izmir Film Festival
  - 2020: Candidato come Miglior attore in una serie televisiva per Kuzey Yildizi

- Pantene Golden Butterfly Awards
  - 2019: Candidato come Miglior attore in una serie comica romantica per Kuzey Yildizi